# Anopheles ethiopicus
Anopheles ethiopicus är en tvåvingeart som beskrevs av Gillies och Maureen Coetzee 1987. Anopheles ethiopicus ingår i släktet Anopheles och familjen stickmyggor.
Artens utbredningsområde är Etiopien. Inga underarter finns listade i Catalogue of Life.